# یواس‌اس اشویل (پی‌جی‌ام-۸۴)
یواس‌اس اشویل (پی‌جی‌ام-۸۴) (به انگلیسی: USS Asheville (PGM-84)) یک کشتی بود که طول آن ۱۶۵ فوت (۵۰ متر) بود. این کشتی در سال ۱۹۶۵ ساخته شد.